# Archaeocyon
Genre
Espèces de rang inférieur
- † Archaeocyon falkenbachi
- † Archaeocyon leptodus
- † Archaeocyon pavidus (espèce type)

Archaeocyon est un genre fossile de la famille des canidés (sous-famille des Borophaginae) ayant vécu en Amérique du Nord au cours de l'Oligocène il y a environ entre −33,3 et −26,3 Ma (millions d'années).